# Лесковар, Моника
Моника Лесковар (хорв. Monika Leskovar; род. 15 марта 1981, Кройцталь, Германия) — хорватская виолончелистка.
Весьма успешные детские и юношеские международные выступления Лесковар увенчались в 1995 г. победой на Втором международном юношеском конкурсе имени Чайковского. Лесковар училась в Загребской Академии музыки у Вальтера Дешпаля и у Давида Герингаса (в Любекской консерватории, а затем в Берлине). В 2004 году она успешно выступала в Канберре, Австралия.